# Technická univerzita v Delftu
Technická univerzita v Delftu (nizozemsky: Technische Universiteit Delft) je nejstarší a největší technická vysoká škola v Nizozemsku. Sídlí ve městě Delft. Podle žebříčku QS World university Rankings 2024 jde o 47. nejkvalitnější vysokou školu na světě (14. v Evropě, 5. v Evropské unii). Podle stejného žebříčku je 13. nejkvalitnější technickou školou na světě (6. v Evropě a vůbec nejlepší v Evropské unii). K roku 2023 měla 21 238 studentů, z toho 54 procent bylo postgraduálních, což poukazuje na silně výzkumný charakter univerzity. Je rozdělena na osm fakult. Založena byla roku 1842 králem Vilémem II., primárně s cílem vychovat kvalitní úředníky pro Nizozemskou východní Indii. Tehdy nesla název Koninklijke Akademie van Delft. Až roku 1864 získala charakter polytechniky a nový název: Polytechnische School van Delft. Roku 1905 získala status univerzity a název Technische Hoogeschool van Delft. Současný název nese od roku 1986. Dva absolventi školy získali Nobelovu cenu: Jacobus Henricus van 't Hoff a Simon van der Meer. Ke známým absolventům patří také například Abdul Kádir Chán, otec pákistánského jaderného programu, Gerard Philips, spoluzakladatel firmy Philips, nebo astronaut Lodewijk van den Berg. K významným pedagogům na univerzitě patřil nositel Nobelovy ceny Heike Kamerlingh Onnes, Hendrik Kramers nebo Martinus Willem Beijerinck.